# بشير بومعزة (حريفة اللعب)
بشير بومعزة (من مواليد 9 يونيو 1980)، والمعروف بالاسم المستعار أثين، من مشاهير الانترنت البلجيكيين، اشتهر بتصيده المحترف وبلقبه الذي ادعاه لنفسه باعتباره أفضل لعاب ومحارب في لعبة عالم الحرب، كما أنه مؤسس ألعاب من أجل الخير، وهي واجهة خيرية ومنصة تبرعات تتكامل مع موقع الويب الشهير تويتش.
حقق بشير بومعزة ما لايقل عن ثمانية أرقام قياسية عالمية في تحدي الألعاب الإلكترونية، وكان أول من وصل إلى المستوى 70 و80 في لعبة لعبة عالم الحرب.
له قناة على اليوتوب تهتم بمجال الألعاب الإلكترونية تضم إلى بداية سنة 2014 أكثر من 729,938 مشترك، وأكثر من 442,610,256 مشاهدة.
بشير بومعزة عرف كذلك بنشاطه الاجتماعي والمدني على الشبكة العنكبوتية، حيث تمكن من استغلال موهبته في مجال الألعاب الإلكترونية، وتمكن من جمع 10 ملايين دولار في حملة للتبرع للمنظمة العالمية "أنقذوا الأطفال"،
هذا الإنجاز جعل الرئيس الأمريكي أوباما يوجه له دعوة شخصية للقائه في البيت الأبيض.

## الحياة الشخصية والعائلية
ولد بشير بومعزة في «أنتويرب» ببلجيكا من زواج مختلط بين أب من أصل مغربي وأم بلجيكية.
و في حديثه عن والديه، قال بشير ككل الآباء كانا يعتقدان أن الألعاب الإليكترونية والأنترنيت مضيعة للوقت، ولكنهما الآن فخوران بما حققته، وينصح بشير الآباء بالسماح لأطفالهم بممارسة هذه الألعاب ومحاولة التوفيق بين الدراسة وهواية اللألعاب الإلكترونية، شريطة أن لا تكون على حساب الدراسة.
ويهتم بشير بومعزة بمجال ألعاب التّحدي الإلكترونية التي حولها من هواية إلى مهنة، ورافقته في دربه صديقته «تانيا درفو» التي تعمل بدورها على إنتاج المحتويات في مجال الألعاب الإلكترونية على قناة اليوتوب.

## النشاط الاجتماعي والسياسي
لازال بشير بومعزة يشارك ويدعم حملات التبرع ويسعى إلى ترسيخ ثقافة التضامن والتبرع لفائدة فقراء وأطفال العالم في وضعية صعبة.
كما شارك في حملات تهدف إلى الدفاع عن الحرية في الشبكة العنكبوتية من تدخل الحكومات، تحت شعار «حيادية الشبكة» (Net neutrality). كما شارك صحبة فريق عمله في حملة لنقد مشروع قانون وقف القرصنة على الإنترنت. الذي رأى معارضوه أنه يهدد حرية التعبير والإبداع، كما يمكن استغلاله في جميع أنحاء العالم وبالخصوص الأنظمة الديكتاتورية في التشديد من رقابة غير مسبوقة على الإنترنت. وهو الأمر الذي عارضته آنذاك كبريات الشركات العالمية كجوجل وموزيلا والفيس بوك وويكيبيديا ونينتيندو.

## وصلات خارجية
- بشير بومعزة على موقع IMDb (الإنجليزية)
- savethechildren
- فيلم عن بشير بومعزة (فيديو) My Life As a Gamer
- القناة الخاصة
- الموقع الخاص